# Steps (Cluster)
Steps è un album autoprodotto dei Cluster, pubblicato il 6 novembre 2009; il lavoro comprende sia cover che brani inediti.

## Tracce
1. Just Kidding
2. Steps
3. Could It Be
4. One Note Samba
5. Simple Words
6. I Wish
7. Mi sono innamorato di te
8. Começar De Novo (The Island)
9. Fake
10. 224
11. Spain
12. Love of My Life
13. Unthought
14. Hallelujah
15. Time After Time
16. The Nanny (Bonus Track)